# Крушельницька Каміла Миколаївна
Камі́ла Микола́ївна Крушельни́цька (нар. 1892, Барановичі — пом. 27 жовтня 1937, Сандармох, Карельська АРСР) — керівниця нелегального католицького гуртка у Москві в першій половині 1930-х років. Діячка Римо-католицької церкви.

## Життєпис

### Раннє життя й освіта
Народилася у польській дворянській католицькій родині. Закінчила гімназію, навчалася в Імператорському Московському університеті, жила в Москві, працювала службовицею у конторі Стальзбуту.
Була парафіянкою католицького храму святого Людовіка, духовною дочкою єпископа Пія-Ежена Неве. У своїй квартирі збирала знайомих, які вели дискусії на релігійні теми, читали Євангеліє та католицьку літературу. У 1932 році у цих релігійних диспутах брала участь Анна Абрикосова (мати Катерина), що вийшла з в'язниці.

### Арешт та слідство
У червні 1933 року Камілу Крушельницьку та учасників її гуртка заарештували за звинуваченням у створенні контрреволюційної монархічної терористичної організації. Одна з учасниць гуртка після безперервних допитів, що тривали чотири доби, дала свідчення про те, що під впливом Каміли Крушельницької мала намір вчинити терористичний акт. Водночас Крушельницька трималася на допитах твердо, провину не визнавала. Заявила слідчому:
Вважаю себе супротивницею радянської системи. Основний вирішальний момент — відсутність у Радянській Росії громадянських свобод… Я, як віруюча, вважаю, що в Радянській Росії відкрито не можна сповідувати свою віру. Церква різних напрямів переслідується, найкращі діти Церкви піддаються репресіям.

### Ув'язнення
19 лютого 1934 року Крушельницьку засудили до 10 років позбавлення волі та відправили до Соловецького табору особливого призначення. Там вона брала участь у таємних богослужіннях. За словами інформатора, у розмовах з іншими ув'язненими, Каміла
спершу обережно, а потім сміливіше намагається переконати… у тому, що все в СРСР засноване на брехні та підлості, все обман, більшовики відкинули Бога, йдуть неправильним шляхом і гублять людські душі. Наводячи приклади, вказуючи на мільйони «невиннозасуджених людей», які перебувають у в'язницях і таборах, доводячи неправильність марксистсько-ленінського вчення і заявляючи, що єдино правильний шлях — це пізнання Бога та істини.
У 1936 році, під час перебування у таборі, вийшла заміж за одного з ув'язнених, який виявився агентом НКВС та інформував табірне начальство про її погляди та діяльність. Обряд одруження таємно здійснив католицький священник, який теж відбував покарання у таборі. Є підстави вважати, що Крушельницька так і не дізналася про зраду свого чоловіка.

### Загибель
У 1937 році була переведена на тюремний режим. 9 жовтня 1937 року засуджена до розстрілу. 27 жовтня розстріляна в урочищі Сандармох.

### Беатифікація
У 2003 році Російська Римо-католицька церква запропонувала віднести Крушельницьку до великомучениць.